# چرم‌ماهی
چرم‌ماهی (نام علمی: Limanda limanda) نام یک گونه از تیره کفشک‌ماهیان راست‌روی است.